# Калинівська селищна територіальна громада (Херсонська область)
Калинівська селищна територіальна громада — територіальна громада в Україні, у Бериславському районі Херсонської області з адміністративним центром у селищі Калинівське.

## Загальна інформація
Площа території — 197,3 км², населення громади — 3 402 особи (2020).

## Населені пункти
До складу громади увійшли селище Калинівське, села Андріївка, Благодатівка, Бобровий Кут, Заповіт, Зелений Гай, Коханівка, Лозове, Мала Сейдеминуха, Новогреднєве, Новополтавка та Сухий Ставок.

## Історія
Створена у 2020 році, відповідно до розпорядження Кабінету Міністрів України № 726-р від 12 червня 2020 року «Про визначення адміністративних центрів та затвердження територій територіальних громад Херсонської області», шляхом об'єднання територій та населених пунктів Калинівської селищної, Благодатівської та Бобровокутської сільських рад Великоолександрівського району Херсонської області.
19 липня 2020 року, в результаті адміністративно-територіально-територіальної реформи та ліквідації Великоолександрівського району, увійшла до складу Бериславського району.